# Ashby Parva
 (octobre 2023).
Pour les articles homonymes, voir Ashby.
Ashby Parva est une paroisse civile et un village du Leicestershire, en Angleterre.